# Gewerkschaftliche Jugendbildungsstätte Berlin-Konradshöhe
Die Gewerkschaftliche Jugendbildungsstätte Berlin-Konradshöhe war von 1960 bis 2017 ein Seminarhaus der gewerkschaftlichen Bildungsarbeit. Sie wurde im März 1960 als »Begegnungsstätte Haus der DAG-Jugend Konradshöhe e.V.« eröffnet. Im Zuge der Fusion der Deutschen Angestelltengewerkschaft (DAG) mit den vier DGB-Gewerkschaften Gewerkschaft Öffentliche Dienste, Transport und Verkehr (ÖTV), Gewerkschaft Handel, Banken und Versicherungen (HBV), IG Medien – Druck und Papier, Publizistik und Kunst (IG Medien) und Deutsche Postgewerkschaft (DPG) zur Vereinten Dienstleistungsgewerkschaft (Verdi) wurde sie ab 2001 bis zu ihrer Schließung 2017 als ver.di Jugendbildungsstätte Berlin-Konradshöhe e. V. weiterbetrieben. Sie befand sich im Ortsteil Konradshöhe im Bezirk Reinickendorf von Berlin.

## Geschichte

### Die 1960er Jahre: Gründung und Aufbau
Mitte der 1950er Jahre bemängelte der Landesjugendverband der Deutschen Angestellten Gewerkschaft (DAG) in Berlin (West), dass er zu wenig Möglichkeiten für Jugendbegegnungen und gewerkschaftliche Jugendbildung hatte. Der damalige DAG-Landesjugendleiter und spätere Innensenator Peter Ulrich (1928–2011) setzte sich gemeinsam mit DAG-Landesleiter Siegfried Aufhäuser und DAG-Vorsitzenden Fritz Rettig für den Aufbau eines DAG-Jugendhauses ein, das als Unterbringungsstätte für Jugendgruppen aus Westdeutschland, aber auch als Begegnungsort mit Jugendlichen aus der DDR dienen sollte. Am 26. Juni 1957 kaufte die DAG einer privaten Erbengemeinschaft ein aus mehreren nebeneinanderliegenden Flurstücken in der Stößerstraße 18–23, der Rohrweihstraße 7 und 9 sowie zweier Wiesen an der Havel bestehendes Grundstück in Berlin-Konradshöhe ab. Am 17. Juni 1959 legte der damalige Regierende Bürgermeister von Berlin (West), Willy Brandt, den Grundstein für den Neubau. Im März 1960 wurde die ›Begegnungsstätte Haus der DAG-Jugend Konradshöhe e.V.‹ eröffnet. Der Bau der Berliner Mauer 18 Monate später, am 13. August 1961, vereitelte allerdings das ursprüngliche Anliegen, den Dialog zwischen Westberliner und DDR-Jugendlichen zu fördern. Die DAG begann mit dem Aufbau einer regelmäßigen Seminartätigkeit, die vor allem auf die Bedürfnisse junger Leute ausgerichtet war. Bereits im ersten Arbeitsjahr 1960 verzeichnet die Teilnehmerstatistik rund 2000 jugendliche Besucher.

### Aufbruch in den 1970er und 1980er Jahren
1967 und 68 hatten in Westberlin die Studenten rebelliert. 1969 kam es in Bonn zur Bildung einer sozialliberalen Koalition, Willy Brandt wurde Bundeskanzler. Ein für die Arbeit der Jugendbildungsstätte Berlin-Konradshöhe wichtiger Meilenstein sozialdemokratischer Reformpolitik war die Verabschiedung des ersten Berliner Bildungsurlaubsgesetzes, das sich speziell an junge Beschäftigte und Auszubildende richtete. Das »Gesetz zur Förderung der Teilnahme an Bildungsveranstaltungen« trat 1970 in Kraft. Erstmals existierte damit eine gesetzliche Regelung, die Arbeitnehmern bis zur Vollendung ihres 21. Lebensjahres die bezahlte Freistellung von der Arbeit für die Teilnahme an anerkannten Veranstaltungen zur politischen oder beruflichen Bildung eröffnete. Sechs Jahre später wurde die Altersgrenze auf 25 Jahre angehoben, was es mehr jungen Menschen ermöglicht, Bildungsurlaub in Anspruch zu nehmen.
In Konradshöhe rückte damit in den 1970er Jahren die Jugendbildungsarbeit noch stärker in den Mittelpunkt. In den 80er Jahren insbesondere auch mit migrantischen Jugendlichen. Auch die internationale Arbeit spielte eine wichtige Rolle. Über Gewerkschaftskontakte, etwa mit der französischen CGT-FO, aber auch mit dem TUC in Großbritannien und den Gewerkschaften in Osteuropa wurden Jugendbegegnungen organisiert.
Durchgeführt wurden die Seminare durch die jungen Gewerkschaftssekretäre der DAG-Landesjugendleitung und freiberufliche Teamer aus der Bildungsstätte – in der Regel handelte es sich um Studierende mit einem gewerkschaftlichen Bezug. Mit Abschlussklassen der Oberschulen wurden Wochenseminare zur Berufsorientierung durchgeführt, auch wurden Einstellungstests simuliert und trainiert und Seminare für neue Azubis durchgeführt.
In die 1980er Jahre fällt auch die bauliche Erweiterung der Bildungsstätte, die durch die im Zuge des Jugendbildungsurlaubsgesetzes vor allem ab Mitte der 70er gestiegene Nachfrage notwendig geworden war. Finanziert wurde der Ausbau durch einen Teilverkauf von Grundstücksflächen. Nach der Modernisierung hatte die Bildungsstätte nun 20 Zimmer, in denen bis zu 64 Personen übernachten konnten. Als eine von insgesamt acht anerkannten Jugendbildungsstätten in Berlin (West) war Konradshöhe nicht nur wegen seines inhaltlichen und didaktischen Profils attraktiv, sondern auch wegen Ausstattung und Lage: Gekocht wurde in der eigenen Küche, das direkt an der Havel gelegene Grundstück bot viele Freizeit- und Erholungsmöglichkeiten.

### Probleme nach dem Mauerfall 1989
Das große Thema der 1990er war für die Jugendbildungsstätte die grassierende Jugendarbeitslosigkeit. Auch die Auseinandersetzung mit Rassismus und Rechtsextremismus nahm breiten Raum ein. Sichtbar traten in den 90ern politische und kulturelle Veränderungen hervor, die der Jugendbildungsarbeit und gewerkschaftlichen Tätigkeit nach der Jahrtausendwende enorme Probleme machen sollten. Zunehmend wurde es schwerer, junge Leute für die Gewerkschaften zu gewinnen. Schwieriger wurde auch die Finanzierung. Der »Sonderplan Berlin« – eine Zusatzförderung aus dem Bundesjugendplan – wurde nach der Vereinigung ersatzlos gestrichen. Mitte der 1990er nahmen die vier DGB-Gewerkschaften ÖTV, HBV, IG Medien und die bislang eigenständige DAG angesichts sinkender Mitgliederzahlen Kurs auf eine Fusion. Jede der Ursprungsgewerkschaften brachte ihre eigenen Bildungsstätten mit, und es war klar, dass es Schließungen geben würde und geben musste.

### Unter dem Dach von ver.di: Überlebenskampf und Schließung
Die anderthalb Jahrzehnte der Jugendbildungsstätte Konradshöhe unter dem Dach der Vereinten Dienstleistungsgewerkschaft sind von schwieriger werdenden Rahmenbedingungen und schwindendem Rückhalt in der Gewerkschaft gekennzeichnet. Mit der ver.di-Gründung hatte sich die finanzielle Situation grundlegend verschlechtert. War Konradshöhe als »Haus der DAG-Jugend« noch eine voll ausfinanzierte gewerkschaftliche Bildungsstätte gewesen, gab ver.di keine Zuschüsse mehr für das operative Geschäft, sondern gewährte dem Trägerverein lediglich Mietfreiheit. Personal- und Betriebskosten mussten aus den laufenden Einnahmen des Seminarbetriebs oder durch Weitervermietung bestritten werden. Zugleich setzte sich der, bereits nach der Jahrtausendwende begonnene, Trend zur Kürzung öffentlicher Förderung im Bereich der Jugendhilfe fort.
Grundsätzlich blieb Konradshöhe dem Ansatz treu, jungen Auszubildenden und Beschäftigten Hilfe zur Lebensorientierung zu geben. So wurde für junge Leute, die keinen betrieblichen, dualen Ausbildungsplatz bekommen hatten und in überbetrieblichen Ausbildungszentren lernten, mit dem ver.di-Fachbereich Handel Kontakte zu Unternehmen geknüpft, um Praktika-Stellen zu organisieren und Einblicke in den betrieblichen Alltag zu vermitteln.
Unter dem stärker werdenden finanziellen Druck war eine an gewerkschaftlichen Standards orientierte Bezahlung des Personals nicht mehr möglich. 2014 kam es darüber zum Konflikt mit den Teamenden.
Nachdem erst 2012/2013 nochmals eine große Modernisierungsinvestition von rund 400.000 Euro vorgenommen wurde, kamen 2014 ver.di-intern erste Schließungsgerüchte auf. Im März 2017 wurde die Bildungsstätte auf Beschluss des Aufsichtsrates der Immobilien- und Vermögensverwaltung von ver.di (IVG/VVG) endgültig geschlossen und kurz darauf abgerissen. Die Liegenschaften wurden in Eigentumswohnungen umgewandelt.